# Alewtina Fiedułowa

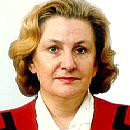

Alewtina Wasiljewna Fiedułowa (ros. Алевтина Васильевна Федулова, ur. 14 kwietnia 1940 w Elektrostali) – radziecka i rosyjska polityk.

## Życiorys
W 1963 ukończyła Moskiewski Obwodowy Instytut Pedagogiczny, pracowała jako laborantka i nauczycielka, od 1963 w KPZR, w latach 1968-1984 funkcjonariuszka Komsomołu. Sekretarz i I sekretarz Komitetu Miejskiego Komsomołu w Elektrostali, sekretarz Komitetu Obwodowego Komsomołu w Moskwie, sekretarz KC Komsomołu, w latach 1971-1977 przewodnicząca Centralnej Rady Wszechzwiązkowej Organizacji Pionierskiej im. Lenina. Między 1977 a 1984 sekretarz KC Komsomołu, a między 1984 a 1987 sekretarz odpowiedzialna Radzieckiego Komitetu Obrony Pokoju. W latach 1987–1991 I zastępczyni przewodniczącej Komitetu Kobiet Radzieckich, również w latach 1981-1986 członek Centralnej Komisji Rewizyjnej. Między 1990 a 1991 w KC KPZR. W 1991 przewodnicząca Komitetu Kobiet Radzieckich, później przewodnicząca Komitetu Kobiet Rosji, od 1993 była jedną z organizatorek ruchu politycznego "Kobiety Rosji". W latach 1993–1995 deputowana Dumy Państwowej, zastępca przewodniczącego Dumy Państwowej, członkini frakcji "Kobiety Rosji", od 1997 w składzie Komisji ds. Zagadnień Kobiet, Rodziny i Demografii przy Prezydencie Rosji.

## Odznaczenia
- Order „Za zasługi dla Ojczyzny” (2000)
- Order Czerwonego Sztandaru Pracy
- Order Przyjaźni Narodów
- Order „Znak Honoru”